# Liprus
Liprus là một chi bọ cánh cứng trong họ Chrysomelidae.
Chi này được miêu tả khoa học năm 1860 bởi Motschulsky.

## Các loài
Chi này gồm các loài:
- Liprus geminatus Chen & Wang, 1980